# Шило, Александр Алексеевич
Александр Алексеевич Шило (род. 1955, Белгород) — советский и российский контрабасист, музыкальный педагог, доцент Санкт-Петербургской консерватории, Заслуженный артист Российской Федерации

## Биография
Обучался и в 1974 году окончил Ленинградский областной специальный детский дом муз. воспитания им. Н.А.Римского-Корсакова в классе контрабаса Евгения Израилевича Левинзона. В том же году поступил в Ленинградскую консерваторию и в 1979 году окончил её по классу профессора М. М. Курбатова. Профессиональную деятельность начал в 1975 году в оркестре Ленинградского академического Малого театра оперы и балета, а 1979 году выиграл конкурс в Академический симфонический оркестр Санкт-Петербургской филармонии под управлением Александра Дмитриева. В 1988 году удостоен 1-й премии на Всесоюзном конкурсе музыкантов-исполнителей в Хмельницком. В 1989 году принят по конкурсу в Заслуженный коллектив России Академический симфонический оркестр Санкт-Петербургской филармонии под руководством Юрия Темирканова
.
С 1992 года Александр Шило ведёт класс контрабаса в Санкт-Петербургской консерватории, а также преподаёт в средней специальной музыкальной школе-лицее при консерватории.
Основал и возглавляет Академию контрабаса имени С. А. Кусевицкого и ансамбль контрабасистов «QuattroBass», является организатором и членом жюри Международного конкурса им. С.А.Кусевицкого
Выступает с сольными концертами с симфоническими и камерными оркестрами России.
Семья: жена — Надежда Шило (в девичестве - Лукина), дочери: Мария Шило - артистка оркестра (контрабас) Мариинского театра и Елена Шило - певица (сопрано)

## Награды, звания
- Всесоюзный конкурс контрабасистов, I премия, г. Хмельницкий (УССР), 1988 год [17]
- Заслуженный артист Российской Федерации, 2003 год[18]

## Конкурсы, фестивали
- Международный конкурс контрабасистов им. С.А.Кусевицкого, г. Москва (1995, I-ый конкурс), г. Санкт-Петербург (2007-2016, II-VI конкурсы), основатель, организатор, член жюри[19][20]
- Всероссийский конкурс исполнителей на оркестровых струнных инструментах «Молодые виртуозы России», г. Ростов, 2020 год, член жюри[21]
- Фестиваль контрабасистов, Москва, 2014 год, член жюри[22]
- IV Международный фестиваль "Планета контрабас", Санкт-Петербург, 2015 год[23]

## Мастер-классы
- Калининградский областной музыкальный колледж им. С.В. Рахманинова, 2013 год[24]
- Музыкальный колледж им. Гнесиных, Москва, 2014 год[25]
- Ростовская государственная консерватория им. С.В. Рахманинова, 2016 год[24]

## Дискография
- 1998 — A. Chilo: Double Bass. Handel, Mišek, Koussevitzky, Rachmaninoff, Schostakovich[16]

## Звукозаписи
- Заслуженный артист РФ Александр Шило. Гендель, Соната